# Marie-Amable Petiteau
Marie-Amable Petiteau, dite Madame de La Ferandière, née en 1736 à Tours et morte le 17 novembre 1816 à Poitiers, est une poétesse et fabuliste française.

## Biographie
Née en 1736 à Tours, Marie-Amable Petiteau écrit son premier poème pour sa fille Jeanne-Amable de la Ferrandière, alors âgée de dix ans. Il est publié dans le Mercure de France.
Elle publie ensuite des fables dans le Mercure de France, le Journal des Dames et dans l’Almanach des Muses. Elle les réunit, ainsi que des poèmes et des romances mises en musique par sa fille, dans une édition publiée en 1806 chez Colnet, Debray et Lenormand. Une seconde édition est publiée chez Janet et Cotelle en 1816, l'année de sa mort.

## Vie privée
Marie-Amable Petiteau épouse Louis-Antoine Rousseau de la Férandière, capitaine au régiment de Champagne, en 1756.  
Leur fille Jeanne-Amable devient comtesse de Caumont en épousant Armand Henri Hercule de Caumont d'Adde (1743-1794) le 16 août 1779 à Saint-Hilaire de Poitiers ; elle meurt le 13 novembre 1840 au couvent de Grandchamp à Versailles. 

## Œuvres
- Romance de Paul et Virginie, Paris, Didot jeune, 1789, lire en ligne sur Gallica.
- Œuvres de Madame de La Fer[andière], première partie : Fables, seconde partie : Poésies fugitives, troisième partie : Romances et chansons de Mme de La Fer[andière], Paris, Colnet, Debray et Lenormand, 1806, 3 parties en 1 vol. (lire en ligne).
- Œuvres de Madame la Marquise de La F[erandière], deuxième édition augmentée de plusieurs fables, romances et pièces fugitives, Paris, Janet et Cotelle, 1816, 2 vol. (lire en ligne).